# Casa de Dolha y de Petrova

La Casa de Dolha y de Petrova  es una antigua familia aristocrática rumano que jugó un papel importante en la historia de Maramureș, País de Oaș, Reino de Hungría y Transilvania. Fue fundada en 1280 por Tatomir, voivoda de Ung y Bereg.

## Miembros notables
- Tatomir, voivoda de Ung y Bereg
- Seneslau de Dolha,  voivoda de  Ung
- Maxim, Kniaz de Iloșva
- Crăciun de Bilca, voivoda de Bereg
- Ambroziu, Vizconde de Dolha
- Bogdan,  Baron de Petrova
- Ion, Vizconde de  Petrova
- Irina Mihalca de Dolha y  Petrova (Irina Pop de Negrești)
- George, Castellan de Hust
- Vasile Mihalca de Dolha y de Petrova
- Ion, Vizconde de   Ung
- Seneslau, Vizconde of Dolha
- Prof. Alexandru Filipaşcu de Dolha and Petrova